# Brandon Guyer
Brandon Eric Guyer (ur. 28 stycznia 1986) – amerykański baseballista występujący na pozycji lewozapolowego w Cleveland Indians.

## Przebieg kariery
Guyer studiował na University of Virginia w Charlottesville, gdzie w latach 2005–2007 grał w drużynie uniwersyteckiej Virginia Cavaliers. W czerwcu 2007 został wybrany w piątej rundzie draftu przez Chicago Cubs. Zawodową karierę rozpoczął w AZL Cubs (poziom Rookie), następnie grał w Boise Hawks (Class A Short Season), a sezon 2008 spędził w Peoria Chiefs (Class A). W 2009 występował w Daytona Cubs (Class A Advanced) i Tennessee Smokies (Double-A), w którym grał również w sezonie 2010.
W styczniu 2011 w ramach wymiany zawodników przeszedł do Tampa Bay Rays. Sezon 2011 rozpoczął od występów w Durham Bulls (Triple-A). 6 maja 2011 po raz pierwszy otrzymał powołanie do 40-osobowego składu Tampa Bay Rays i tego samego dnia zadebiutował w Major League Baseball w meczu przeciwko Baltimore Orioles, w którym zdobył dwupunktowego home runa w swoim pierwszym podejściu do odbicia. Dwa dni później został odesłany do Triple-A, a kolejne powołania do składu MLB otrzymywał w lipcu i we wrześniu. W sezonie 2012 z powodu kontuzji ramienia rozegrał zaledwie 25 spotkań, a w 2013 występował w Durham Bulls. Do składu Tampa Bay Rays powrócił pod koniec marca 2014.
W sierpniu 2016 w ramach wymiany zawodników przeszedł do Cleveland Indians.